# Wahlkreis Belfast South (House of Commons)
Der Wahlkreis Belfast South war von 1885 bis 1918 und von 1922 bis 2024 ein Wahlkreis (englisch constituency) für die Wahl eines Abgeordneten des britischen Unterhauses (House of Commons).

## Ergebnisse (seit 1979)

### Parlamentswahl 1979
| Kandidaten           | Kandidaten         | Parteien                           | Stimmen | %    |
| -------------------- | ------------------ | ---------------------------------- | ------- | ---- |
|                      | Robert Bradford    | Ulster Unionist Party              | 28.875  | 61,7 |
|                      | Basil Glass        | Alliance Party of Northern Ireland | 11.745  | 25,1 |
|                      | Alasdair McDonnell | Social Democratic and Labour Party | 3.694   | 7,9  |
|                      | Victor Brennan     | Unionist Party of Northern Ireland | 1.784   | 3,8  |
|                      | Jeffrey Dudgeon    | Labour Integrationist              | 692     | 1,5  |
| Gesamt               | Gesamt             | Gesamt                             | 46.790  | 100  |
|                      |                    |                                    |         |      |
| Quelle: UK Parlament |                    |                                    |         |      |

### Nachwahl 1982
Die Wahl fand am 4. März statt.
| Kandidaten                                             | Kandidaten         | Parteien                           | Stimmen | %    |
| ------------------------------------------------------ | ------------------ | ---------------------------------- | ------- | ---- |
|                                                        | Martin Smyth       | Ulster Unionist Party              | 17.123  | 39,3 |
|                                                        | David Cook         | Alliance Party of Northern Ireland | 11.726  | 26,9 |
|                                                        | William McCrea     | Democratic Unionist Party          | 9.818   | 22,6 |
|                                                        | Alasdair McDonnell | Social Democratic and Labour Party | 3.839   | 8,8  |
|                                                        | John McMichael     | Ulster Loyalist Democratic Party   | 576     | 1,3  |
|                                                        | Brian Caul         | United Labour Party                | 303     | 0,7  |
|                                                        | Jagat Narain       | One Human Family                   | 137     | 0,3  |
|                                                        | Simon Hall-Raleigh | Peace State                        | 12      | 0,0  |
| Gesamt                                                 | Gesamt             | Gesamt                             | 43.534  | 100  |
|                                                        |                    |                                    |         |      |
| Wahlberechtigte                                        | Wahlberechtigte    | Wahlberechtigte                    | 66.219  |      |
|                                                        |                    |                                    |         |      |
| Quelle: House of Commons Information Office Factsheets |                    |                                    |         |      |

### Parlamentswahl 1983
| Kandidaten           | Kandidaten         | Parteien                           | Stimmen | %    |
| -------------------- | ------------------ | ---------------------------------- | ------- | ---- |
|                      | Martin Smyth       | Ulster Unionist Party              | 18.669  | 50,0 |
|                      | David Cook         | Alliance Party of Northern Ireland | 8.945   | 23,9 |
|                      | Raymond McCrea     | Democratic Unionist Party          | 4.565   | 12,2 |
|                      | Alasdair McDonnell | Social Democratic and Labour Party | 3.216   | 8,6  |
|                      | Sean McKnight      | Sinn Féin                          | 1.107   | 3,0  |
|                      | Gerry Carr         | Workers’ Party of Ireland          | 856     | 2,3  |
| Gesamt               | Gesamt             | Gesamt                             | 37.358  | 100  |
|                      |                    |                                    |         |      |
| Quelle: UK Parlament |                    |                                    |         |      |

### Nachwahl 1986
Die Wahl fand am 23. Januar statt.
| Kandidaten                                             | Kandidaten   | Parteien                           | Stimmen | %    |
| ------------------------------------------------------ | ------------ | ---------------------------------- | ------- | ---- |
|                                                        | Martin Smyth | Ulster Unionist Party              | 21.771  | 71,3 |
|                                                        | David Cook   | Alliance Party of Northern Ireland | 7.635   | 25,0 |
|                                                        | Gerry Carr   | Workers’ Party of Ireland          | 1.109   | 3,6  |
| Gesamt                                                 | Gesamt       | Gesamt                             | 30.515  | 100  |
|                                                        |              |                                    |         |      |
| Quelle: House of Commons Information Office Factsheets |              |                                    |         |      |

### Parlamentswahl 1987
| Kandidaten           | Kandidaten         | Parteien                           | Stimmen | %    |
| -------------------- | ------------------ | ---------------------------------- | ------- | ---- |
|                      | Martin Smyth       | Ulster Unionist Party              | 18.917  | 57,8 |
|                      | David Cook         | Alliance Party of Northern Ireland | 6.963   | 21,3 |
|                      | Alasdair McDonnell | Social Democratic and Labour Party | 4.268   | 13,0 |
|                      | Gerard Carr        | Workers’ Party of Ireland          | 1.528   | 4,7  |
|                      | Seán McKnight      | Sinn Féin                          | 1.030   | 3,1  |
| Gesamt               | Gesamt             | Gesamt                             | 32.706  | 100  |
|                      |                    |                                    |         |      |
| Quelle: UK Parlament |                    |                                    |         |      |

### Parlamentswahl 1992
| Kandidaten           | Kandidaten         | Parteien                           | Stimmen | %    |
| -------------------- | ------------------ | ---------------------------------- | ------- | ---- |
|                      | Martin Smyth       | Ulster Unionist Party              | 16.336  | 48,6 |
|                      | Alasdair McDonnell | Social Democratic and Labour Party | 6.266   | 18,7 |
|                      | John Montgomery    | Alliance Party of Northern Ireland | 5.054   | 15,0 |
|                      | Andrew Fee         | Conservative Party                 | 3.356   | 10,0 |
|                      | Seán Hayes         | Sinn Féin                          | 1.123   | 3,3  |
|                      | Peter Hadden       | Labour and Trade Union Group       | 875     | 2,6  |
|                      | Paddy Lynn         | Workers’ Party of Ireland          | 362     | 1,1  |
|                      | Teresa Mullen      | Natural Law Party                  | 212     | 0,6  |
| Gesamt               | Gesamt             | Gesamt                             | 33.584  | 100  |
|                      |                    |                                    |         |      |
| Quelle: UK Parlament |                    |                                    |         |      |

### Parlamentswahl 1997
| Kandidaten           | Kandidaten         | Parteien                           | Stimmen | %    |
| -------------------- | ------------------ | ---------------------------------- | ------- | ---- |
|                      | Martin Smyth       | Ulster Unionist Party              | 14.201  | 36,0 |
|                      | Alasdair McDonnell | Social Democratic and Labour Party | 9.601   | 24,3 |
|                      | David Ervine       | Progressive Unionist Party         | 5.687   | 14,4 |
|                      | Steve McBride      | Alliance Party of Northern Ireland | 5.112   | 12,9 |
|                      | Seán Hayes         | Sinn Féin                          | 2.019   | 5,1  |
|                      | Annie Campbell     | Northern Ireland Women’s Coalition | 1.204   | 3,0  |
|                      | Myrtle Boal        | Conservative Party                 | 962     | 2,4  |
|                      | Niall Cusack       | Independent Labour Party           | 292     | 0,7  |
|                      | Paddy Lynn         | Workers’ Party of Ireland          | 286     | 0,7  |
|                      | James Anderson     | Natural Law Party                  | 120     | 0,3  |
| Gesamt               | Gesamt             | Gesamt                             | 39.484  | 100  |
|                      |                    |                                    |         |      |
| Quelle: UK Parlament |                    |                                    |         |      |

### Parlamentswahl 2001
| Kandidaten           | Kandidaten           | Parteien                           | Stimmen | %    |
| -------------------- | -------------------- | ---------------------------------- | ------- | ---- |
|                      | Martin Smyth         | Ulster Unionist Party              | 17.008  | 44,8 |
|                      | Alasdair McDonnell   | Social Democratic and Labour Party | 11.609  | 30,6 |
|                      | Monica McWilliams    | Northern Ireland Women’s Coalition | 2.968   | 7,8  |
|                      | Alex Maskey          | Sinn Féin                          | 2.894   | 7,6  |
|                      | Geraldine Rice       | Alliance Party of Northern Ireland | 2.042   | 5,4  |
|                      | Dawn Purvis          | Progressive Unionist Party         | 1.112   | 2,9  |
|                      | Paddy Lynn           | Workers’ Party of Ireland          | 204     | 0,5  |
|                      | Rainbow George Weiss | Rainbow Dream Ticket               | 115     | 0,3  |
| Gesamt               | Gesamt               | Gesamt                             | 37.952  | 100  |
|                      |                      |                                    |         |      |
| Quelle: UK Parlament |                      |                                    |         |      |

### Parlamentswahl 2005
| Kandidaten           | Kandidaten         | Parteien                           | Stimmen | %    |
| -------------------- | ------------------ | ---------------------------------- | ------- | ---- |
|                      | Alasdair McDonnell | Social Democratic and Labour Party | 10.339  | 32,3 |
|                      | Jimmy Spratt       | Democratic Unionist Party          | 9.104   | 28,4 |
|                      | Michael McGimpsey  | Ulster Unionist Party              | 7.263   | 22,7 |
|                      | Alex Maskey        | Sinn Féin                          | 2.882   | 9,0  |
|                      | Geraldine Rice     | Alliance Party of Northern Ireland | 2.012   | 6,3  |
|                      | Lynda Gilby        | Rainbow Dream Ticket               | 235     | 0,7  |
|                      | Paddy Lynn         | Workers’ Party of Ireland          | 193     | 0,6  |
| Gesamt               | Gesamt             | Gesamt                             | 32.028  | 100  |
|                      |                    |                                    |         |      |
| Quelle: UK Parlament |                    |                                    |         |      |

### Parlamentswahl 2010
| Kandidaten           | Kandidaten         | Parteien                                                                        | Stimmen | %    |
| -------------------- | ------------------ | ------------------------------------------------------------------------------- | ------- | ---- |
|                      | Alasdair McDonnell | Social Democratic and Labour Party                                              | 14.026  | 41,0 |
|                      | Jimmy Spratt       | Democratic Unionist Party                                                       | 8.100   | 23,7 |
|                      | Paula Bradshaw     | Ulster Conservatives and Unionists (Ulster Unionist Party – Conservative Party) | 5.910   | 17,3 |
|                      | Anna Lo            | Alliance Party of Northern Ireland                                              | 5.114   | 15,0 |
|                      | Adam McGibbon      | Green Party in Northern Ireland                                                 | 1.036   | 3,0  |
| Gesamt               | Gesamt             | Gesamt                                                                          | 34.186  | 100  |
|                      |                    |                                                                                 |         |      |
| Ungültige Stimmen    | Ungültige Stimmen  | Ungültige Stimmen                                                               | 173     | 0,5  |
| Wähler               | Wähler             | Wähler                                                                          | 34.359  | 57,7 |
| Wahlberechtigte      | Wahlberechtigte    | Wahlberechtigte                                                                 | 59.524  |      |
|                      |                    |                                                                                 |         |      |
| Quelle: UK Parlament |                    |                                                                                 |         |      |

### Parlamentswahl 2015
| Kandidaten           | Kandidaten          | Parteien                           | Stimmen | %    |
| -------------------- | ------------------- | ---------------------------------- | ------- | ---- |
|                      | Alasdair McDonnell  | Social Democratic and Labour Party | 9.560   | 24,5 |
|                      | Jonathan Bell       | Democratic Unionist Party          | 8.654   | 22,2 |
|                      | Paula Bradshaw      | Alliance Party of Northern Ireland | 6.711   | 17,2 |
|                      | Máirtín Ó Muilleoir | Sinn Féin                          | 5.402   | 13,9 |
|                      | Rodney McCune       | Ulster Unionist Party              | 3.549   | 9,1  |
|                      | Clare Bailey        | Green Party in Northern Ireland    | 2.238   | 5,7  |
|                      | Bob Stoker          | UK Independence Party              | 1.900   | 4,9  |
|                      | Ben Manton          | Conservative Party                 | 582     | 1,5  |
|                      | Lily Kerr           | Workers’ Party of Ireland          | 361     | 0,9  |
| Gesamt               | Gesamt              | Gesamt                             | 38.957  | 100  |
|                      |                     |                                    |         |      |
| Ungültige Stimmen    | Ungültige Stimmen   | Ungültige Stimmen                  | 183     | 0,5  |
| Wähler               | Wähler              | Wähler                             | 39.140  | 60,3 |
| Wahlberechtigte      | Wahlberechtigte     | Wahlberechtigte                    | 64.927  |      |
|                      |                     |                                    |         |      |
| Quelle: UK Parlament |                     |                                    |         |      |

### Parlamentswahl 2017
| Kandidaten           | Kandidaten           | Parteien                           | Stimmen | %    |
| -------------------- | -------------------- | ---------------------------------- | ------- | ---- |
|                      | Emma Little-Pengelly | Democratic Unionist Party          | 13.299  | 30,4 |
|                      | Alasdair McDonnell   | Social Democratic and Labour Party | 11.303  | 25,9 |
|                      | Paula Bradshaw       | Alliance Party of Northern Ireland | 7.946   | 18,2 |
|                      | Máirtín Ó Muilleoir  | Sinn Féin                          | 7.143   | 16,3 |
|                      | Clare Bailey         | Green Party in Northern Ireland    | 2.241   | 5,1  |
|                      | Michael Henderson    | Ulster Unionist Party              | 1.527   | 3,5  |
|                      | Clare Salier         | Conservative Party                 | 246     | 0,6  |
| Gesamt               | Gesamt               | Gesamt                             | 43.705  | 100  |
|                      |                      |                                    |         |      |
| Ungültige Stimmen    | Ungültige Stimmen    | Ungültige Stimmen                  | 130     | 0,3  |
| Wähler               | Wähler               | Wähler                             | 43.835  | 66,3 |
| Wahlberechtigte      | Wahlberechtigte      | Wahlberechtigte                    | 66.105  |      |
|                      |                      |                                    |         |      |
| Quelle: UK Parlament |                      |                                    |         |      |

### Parlamentswahl 2019
| Kandidaten           | Kandidaten           | Parteien                           | Stimmen | %    |
| -------------------- | -------------------- | ---------------------------------- | ------- | ---- |
|                      | Claire Hanna         | Social Democratic and Labour Party | 27.079  | 57,2 |
|                      | Emma Little-Pengelly | Democratic Unionist Party          | 11.678  | 24,7 |
|                      | Paula Bradshaw       | Alliance Party of Northern Ireland | 6.786   | 14,3 |
|                      | Michael Henderson    | Ulster Unionist Party              | 1.259   | 2,7  |
|                      | Chris McHugh         | Aontú                              | 550     | 1,2  |
| Gesamt               | Gesamt               | Gesamt                             | 47.352  | 100  |
|                      |                      |                                    |         |      |
| Ungültige Stimmen    | Ungültige Stimmen    | Ungültige Stimmen                  | 172     | 0,4  |
| Wähler               | Wähler               | Wähler                             | 47.524  | 67,9 |
| Wahlberechtigte      | Wahlberechtigte      | Wahlberechtigte                    | 69.984  |      |
|                      |                      |                                    |         |      |
| Quelle: UK Parlament |                      |                                    |         |      |